# Římskokatolická farnost Dačice
Římskokatolická farnost Dačice je územní společenství římských katolíků v rámci telčského děkanství brněnské diecéze s farním kostelem svatého Vavřince.
Území farnosti zahrnuje část města Dačice (vlastní Dačice a místní části Bílkov, Borek, Hradišťko, Chlumec, Malý Pěčín a Toužín) a obce Dobrohošť a Hříšice.

## Historie farnosti
První zpráva o farnosti pochází z roku 1183, kdy byl vysvěcen původní farní kostel. Současná podoba farního kostela svatého Vavřince vznikla v letech 1775–1788, z původního kostela zůstala zachována západní věž přistavěná ke gotické svatyni v letech 1586–1592. Kostel byl v letech 1981–1983 renovován, od roku 1986 do roku 1989 probíhala generální oprava věže. Na území města se od roku 1998 nachází klášter sester bosých karmelitek (jde o původně františkánský klášter z let 1664–1677).

## Bohoslužby
| Kostel                   | Místo  | Bohoslužba (den)                                 | Hodina               | Poznámka                                                           |
| ------------------------ | ------ | ------------------------------------------------ | -------------------- | ------------------------------------------------------------------ |
| sv. Vavřince             | Dačice | neděle pátek                                     | 8.00 18.00           | farní kostel                                                       |
| sv. Antonína Paduánského | Dačice | neděle pondělí úterý středa čtvrtek pátek sobota | 10.30 7.00 8.00 7.00 | klášterní kostel sester karmelitek ve všední dny v klášterní kapli |
| sv. Jana Křtitele        | Bílkov | čtvrtek                                          | 17:00                | filiální kostel                                                    |

## Duchovní správci
Farářem byl od 1. srpna 1995 R. D. Jaroslav Pezlar. Od 1. srpna 2023 je farářem R. D. Mgr. Karel Janů.

## Aktivity ve farnosti
Den vzájemných modliteb farností za bohoslovce a bohoslovců za farnosti brněnské diecéze a Adorační den připadá na 24. července.
Ve farnosti se pořádá tříkrálová sbírka. V roce 2016 se při sbírce vybralo na Dačicku 298 574 korun, o rok později činil výtěžek na Dačicku 298 561 korun. V roce 2019 se vybralo 287 866 korun.